# Cinq anneaux de Moscou
Les Cinq anneaux de Moscou (en anglais : Five Rings of Moscow) est une course cycliste par étapes russe disputée à Moscou. Créés en 1993, ils ont intégré l'UCI Europe Tour en 2005, en catégorie 2.2. La course est par conséquent ouverte aux équipes continentales professionnelles russes, aux équipes continentales, à des équipes nationales et à des équipes régionales ou de clubs. Les UCI ProTeams (première division) ne peuvent pas participer.
L'édition 2020 est annulée en raison de la pandémie de coronavirus,.

## Palmarès
| Année            | Vainqueur             | Deuxième            | Troisième             |
| ---------------- | --------------------- | ------------------- | --------------------- |
| 1993             | Yuri Amelkhin         |                     |                       |
| 1994             | Alexander Zaitsev     |                     |                       |
| 1995             | Sergei Kuznetsov      |                     |                       |
| 1996             | Roman Fadeyev         |                     |                       |
| 1997             | Oleg Grishkine        |                     |                       |
| 1998             | Dimitri Galkin        |                     |                       |
| 1999             | Sergey Koudentsov     |                     |                       |
| 2000             | Dmitry Gorbachev      |                     |                       |
| 2001             | Ivan Terenine         |                     |                       |
| 2002             | Andrey Pchelkin       | Ivan Terenine       | Mikhail Mikheev       |
| 2003             | Andrey Pchelkin       | Evgueni Sokolov     | Sergej Polukhine      |
| 2004             | Ivan Terenine         |                     |                       |
| 2005             | Eduard Vorganov       | Vladislav Borisov   | Evgueni Sokolov       |
| 2006             | Alexander Khatuntsev  | Denys Kostyuk       | Aliaksandr Kuschynski |
| 2007             | Aliaksandr Kuschynski | Sergey Firsanov     | Alexander Mironov     |
| 2008             | Denis Galimzyanov     | Alexander Mironov   | Dmytro Krivtsov       |
| 2009             | Timofey Kritskiy      | Andreas Schillinger | Dirk Müller           |
| 2010             | Sergey Firsanov       | Sergey Rudaskov     | Vitaliy Popkov        |
| 2011             | Sergey Firsanov       | Ivan Stević         | Grischa Janorschke    |
| 2012             | Igor Boev             | Ivan Stević         | Dirk Müller           |
| 2013             | Maksim Razumov        | Denys Kostyuk       | Sergueï Klimov        |
| 2014             | Andrey Solomennikov   | Sergueï Lagoutine   | Oleksandr Polivoda    |
| 2015             | Oleksandr Polivoda    | Andriy Khripta      | Andrey Solomennikov   |
| 2016 non disputé |                       |                     |                       |
| 2017             | Yury Trofimov         | Vladislav Duyunov   | Evgeny Kobernyak      |
| 2018             | Andrey Prostokishin   | Kirill Pozdnyakov   | Artur Ershov          |
| 2019             | Yauhen Sobal          | Gleb Kugayevsky     | Vladislav Duyunov     |
| 2021             | Igor Frolov           | Roman Maikin        | Dmitri Puzanov        |
| 2022             | Andrei Stepanov       | Evgeny Tikhonin     | Petr Rikunov          |
| 2023             | Petr Rikunov          | Ilia Shchegolkov    | Yauheni Karaliok      |
| 2024             | Lev Gonov             | Ivan Smirnov        | Ilia Shchegolkov      |